# Vashon-Vereisung
| Vashon-Vereisung                                |                        |
| 19.000 … 16.000 BP                              |                        |
| Die Vashon-Vereisung trat auf in ...            |                        |
| Kontinent:                                      | Nord-Amerika           |
| Heutiger Staat:                                 | USA                    |
| Heutiger Bundesstaat:                           | Washington             |
| Region:                                         | West-Washington        |
| Die Vashon-Vereisung trat auf innerhalb des ... |                        |
| Phanerozoikums                                  | 541.000.000 BP … heute |
| Känozoikums                                     | 66.000.000 BP … heute  |
| Quartärs                                        | 2.588.000 BP … heute   |
| Pleistozäns                                     | 2.588.000 … 11.700 BP  |
| Jungpleistozäns                                 | 126.000 … 11.700 BP    |
| Die Vashon-Vereisung war Teil des/der ...       |                        |
| Känozoischen Eiszeitalters                      | 2.588.000 BP … heute   |
| Letzten Kaltzeit                                | 110.000 … 12.000 BP    |
| Wisconsin-Vereisung                             | 85.000 … 11.000 BP     |
| Fraser-Vereisung                                | 20.000 … 10.000 BP     |
| Vashon-Vereisung                                | 19.000 … 16.000 BP     |

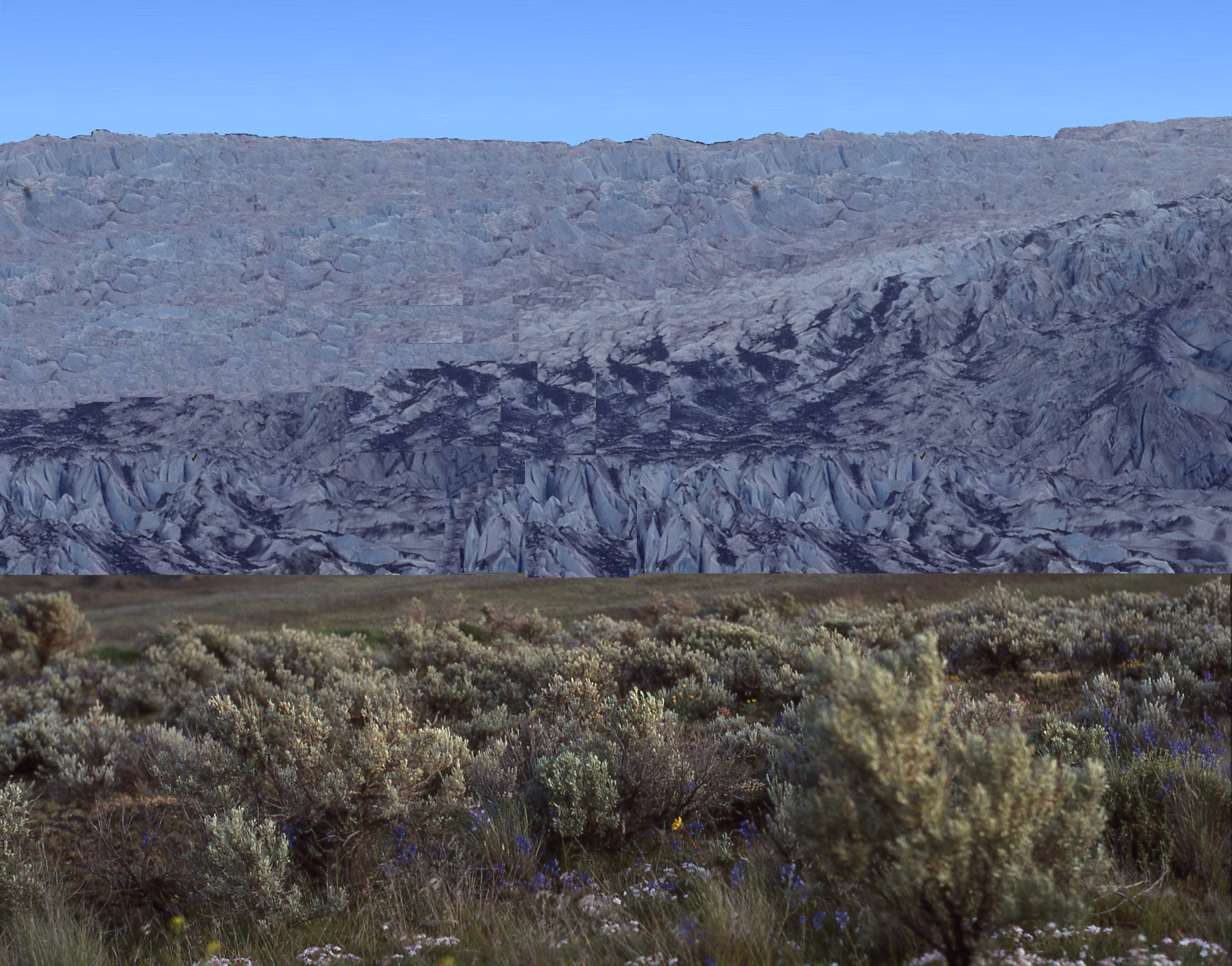
In künstlerischer Umsetzung: Aussicht auf den Vashon-Gletscher

Die Vashon-Vereisung oder das Vashon-Stadium (auch Vashon-Gletscher) ist ein lokaler Ausdruck für die jüngste Periode sehr kalten Klimas, während dessen Höhepunktes die gesamte Region am Puget Sound und an der Juan-de-Fuca-Straße, also die heutigen Städte Seattle, Tacoma und Olympia sowie die sie umgebenden Gebiete im Westen des heutigen US-Bundesstaats Washington, von Gletschern bedeckt waren. Dies geschah während einer weltweiten Kaltzeit, welche als die letzte bekannt geworden ist. Es handelt sich um die jüngste Kaltzeit der Quartären Vereisung. Sie zählt damit zu der seit 2,58 Millionen Jahren andauernden Klimaperiode.
Die Vashon-Vereisung dauerte von etwa 19.000 … 16.000 BP (Before Present – wörtl. „vor heute“, gemeint ist meist – so auch in diesem Artikel – vor 1950). Der Kordilleren-Eisschild war ein Inlandeiskörper, der das heutige südliche Alaska und Teile des heutigen westlichen Kanada bedeckte. Während der Vashon-Vereisung stieß der Kordilleren-Eisschild in die Puget-Sound-Region über das heutige British Columbia hinaus vor.
Der Kordilleren-, der Laurentidische, der Innuitische und der heute noch existierende Grönländische Eisschild bildeten zusammen den nordamerikanischen Inlandeis-Komplex, welcher das heutige Kanada und einen Großteil der heutigen USA bedeckte. Diese gletscherbestimmte Kaltzeit wird Wisconsin-Vergletscherung genannt. Die Fraser-Vergletscherung begann, als der Kordilleren-Eisschild von den Bergen British Columbias aus vorstieß.

## Klima (20.000…16.000 BP)
Während der Vashon-Vereisung war das Klima in West-Washington – wie an den meisten Orten – kälter als heute. Außerdem war es viel trockener als heutzutage, was für einige Orte im Gegensatz zu anderen charakteristisch war.
Pollenanalyse-Daten aus dem Battle Ground Lake im Süden der Puget-Sound-Region zeigen, dass die Jahresdurchschnittstemperaturen in dem Gebiet von 20.000 … 16.000 BP etwa 6 ± 1 °C (10,8 ± 1,8 °F) unter den heutigen (1990) lagen, und dass der Jahresniederschlag um etwa einen Meter (39,4 inches) geringer war.  Das Gebiet des heutigen Battle Ground Lake hatte zwischen 1961 und 1990 einen mittleren Jahresniederschlag von 1.324,4 Millimetern (52,14 inches). Ein Meter Niederschlag weniger bedeutet, dass der mittlere Niederschlag von 20.000 … 16.000 BP bei nur etwa 24,5 % des Vergleichszeitraums von 1961 bis 1990 lag.
Der Laurentidische Eisschild hatte einen großen Einfluss auf das Klima. Diese Inlandeismasse bedeckte einen Großteil des heutigen Kanada und Teile der heutigen Vereinigten Staaten im Mittelwesten und Osten. Die Rocky Mountains trennten den Laurentidischen vom Kordilleren-Eisschild. Durch den Kühleffekt des Laurentidischen Eisschildes auf die mittleren Bereiche des Kontinents wurde der Jetstream über Nordamerika zweigeteilt. Der südliche Zweig wurde weiter nach Süden gedrängt als in der heutigen Zeit, so dass Sturmtiefs die meiste Zeit über den Pazifischen Nordwesten aussparten. Dadurch war es in Süd- und Zentral-Kalifornien feuchter als heute.
| Mittlere Jahrestemperatur und Niederschlag von 20.000 … 16.000 BP |                           |                              |
| Stadt/Ort | Mittlere Jahrestemperatur | Mittlerer Jahresniederschlag |
| Aberdeen | 39,7 °F (4,3 °C)          | 20,26 inches (514,6 mm)      |
| Battle Ground | 40,2 °F (4,6 °C)          | 12,77 inches (324,4 mm)      |
| Centralia | 40,8 °F (4,9 °C)          | 11,52 inches (292,6 mm)      |
| Vancouver | 40,4 °F (4,7 °C)          | 10,12 inches (256,9 mm)      |
| Die Tabelle basiert auf um 6 °C niedrigeren Temperaturen und den auf 24,5 % erniederigten Niederschlägen der Periode von 1961 bis 1990. Quelle für die Mittelwerte 1961–1990: Western Regional Climate Data Center Die aufgeführten Orte waren nicht vom Inlandeis bedeckt. Die Berechnung von Klimawerten über Gletschern ist wegen der Höhendifferenz und des Effekts des Eises auf die Temperatur sehr viel komplizierter. |                           |                              |

Die mittleren Jahrestemperaturen in den Tiefebenen des heutigen West-Washington lagen oberhalb von 0 °C (32 °F). Das bedeutet, dass im Sommer mehr Eis taute als Wasser im Winter gefror. Das wiederum führte dazu, dass das Klima zu warm für die Erhaltung der Gletscher, der Eisnachschub aus dem Norden aber größer als die Schmelze im Süden war.

## Das Vorrücken (19.000…16.950 BP)
Das folgende Vorrücken des Kordilleren-Eisschildes begann vor mehr als 19.000 Jahren. Dieser Zeitpunkt markiert das vermutete Überqueren der Grenze zwischen Kanada und den Vereinigten Staaten (49° nördlicher Breite) durch die Gletscher in das heutige West-Washington hinein, was allgemein als Beginn der Vashon-Vereisung angesehen wird. Dieser südliche Teil des Kordilleren-Eisschildes wird Puget Lobe (dt. etwa „Puget-Zunge“) genannt. Während der Vashon-Vereisung wuchs der Kordilleren-Eisschild und stieß mit einer Rate von mehr als 135 Metern pro Jahr nach Süden vor. Die Vashon-Vereisung begann eigentlich nach dem Maximum der letzten globalen Vereisung, als die Gletscher sich in den meisten Teilen der Welt zurückzogen; in West-Washington wuchsen sie an. Etwa 18.350 BP schnitt der Puget Lobe den Puget Sound von der Juan-de-Fuca-Straße ab und verwandelte ihn in den eiszeitlichen Lake Russell. Bis etwa 17.950 BP erreichten die Gletscher das heutige Seattle, bis etwa 17.650 BP das heutige Tacoma und bis etwa 17.350 BP das heutige Olympia. Der Puget Lobe erreichte seine maximale Ausdehnung in der Gegend des heutigen Tenino etwa 16.950 BP.

## Maximale Ausdehnung (16.950…16.850 BP)

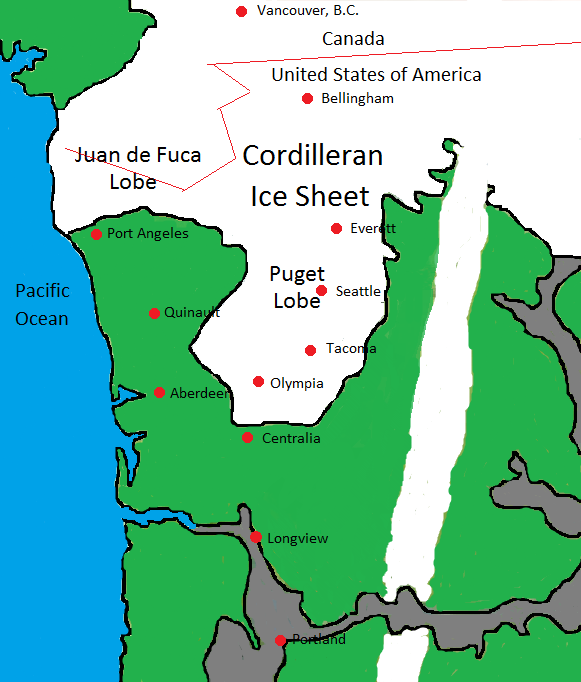
Karte der Vashon-Vereisung bei ihrer maximalen Ausdehnung

Der Puget Lobe verharrte bei seiner maximalen Ausdehnung in der Umgebung des heutigen Tenino von etwa 16.950 BP … etwa 16.850 BP, also insgesamt etwa 100 Jahre lang. Die Dicke des Eises betrug etwa 1,6 km an der heutigen kanadisch-US-amerikanischen Grenze, etwa 1.000 m in Seattle und etwa 200 m am Gletscherrand bei Tenino.

## Rückzug (16.850…16.000 BP)
Um 16.850 BP begann der Puget Lobe, sich mit einer Rate von etwa 340 Metern pro Jahr nordwärts zurückzuziehen. Bis etwa 16.650 BP geschah dieser Rückzug nur bis etwa zum heutigen Olympia. Der Puget Lobe begann, den Lake Russell freizugeben. Bis 16.450 BP wurde das heutige Tacoma erreicht, bis etwa 16.150 BP Seattle. Bis etwa 16.000 BP zog sich der Puget Lobe soweit zurück, dass der Lake Russell und die Juan-de-Fuca-Straße wieder vereinigt wurden und den Lake Russell wieder zum marinen Gewässer des Puget Sound machte.

### Bildung von Toteissenken und -seen
In den Festlandsgebieten hinterließ der Puget Lobe bei seinem Rückzug vereinzelte riesige Eisblöcke, die vom Gletscher abbrachen. Der schmelzende Gletscher erzeugte sedimentführende Bäche und Flüsse, deren Geschiebe die Füße der Eisblöcke begruben. Als diese Eisblöcke schmolzen, hinterließen sie Senken im Grund, die sich mit dem Schmelzwasser füllten und Toteisseen bildeten.

### Lake Carbon – Katastrophale Fluten in der Eiszeit
Der eiszeitliche Lake Carbon war ein vom Puget Lobe geschaffener See, der den Carbon River aufstaute. Etwa um 16.850 BP, als der Gletscher seinen Rückzug begann, brach der Eisdamm, der den See bildete und verursachte so eine gewaltige Überschwemmung. Die Fluten bedeckten die nördlichen und zentralen Teile des heutigen Thurston County, einen Teil des Pierce County und kleine Teile der Countys Lewis und Grays Harbor.

## Tiere und Pflanzen während der Vashon-Vereisung
| Domäne    | Reich    | Stamm / Abteilung | Klasse        | Ordnung      | Familie        | Gattung & Art            | Trivialname                    | Ort & Zeitraum | Aktueller Status |
| --------- | -------- | ----------------- | ------------- | ------------ | -------------- | ------------------------ | ------------------------------ | --- | --- |
| Eukaryota | Tiere    | Chordata          | Mammalia      | Artiodactyla | Bovidae        | Bisons                   | Bison                          | | Gattung existiert in West-Washington nicht mehr                                                                              |
| Eukaryota | Tiere    | Chordata          | Mammalia      | Artiodactyla | Bovidae        | Ovibos moschatus         | Moschusochse                   | | Art existiert in West-Washington nicht mehr                                                                                  |
| Eukaryota | Tiere    | Chordata          | Mammalia      | Carnivora    | Canidae        | Canis lupus              | Wolf                           | | Art existiert in Western Washington wegen Bejagung in der 2. Hälfte des 19. Jahrhunderts bis in die 1930er Jahre nicht mehr. |
| Eukaryota | Tiere    | Chordata          | Mammalia      | Carnivora    | Felidae        | Homotherium serum        | Säbelzahnkatze                 | | Gattung und Art weltweit ausgestorben                                                                                        |
| Eukaryota | Tiere    | Chordata          | Mammalia      | Carnivora    | Felidae        | Panthera leo atrox       | Amerikanischer Löwe            | | Unterart weltweit ausgestorben                                                                                               |
| Eukaryota | Tiere    | Chordata          | Mammalia      | Carnivora    | Felidae        | Smilodon fatalis         | Säbelzahnkatze                 | | Gattung und Art weltweit ausgestorben                                                                                        |
| Eukaryota | Tiere    | Chordata          | Mammalia      | Carnivora    | Ursidae        | Arctodus simus           | Kurznasenbär                   | | Gattung und Art weltweit ausgestorben                                                                                        |
| Eukaryota | Tiere    | Chordata          | Mammalia      | Proboscidea  | Elephantidae   | Mammuthus columbi        | Präriemammut                   | | Gattung und Art weltweit ausgestorben                                                                                        |
| Eukaryota | Tiere    | Chordata          | Mammalia      | Proboscidea  | Mammutidae     | Mammut americanum        | Amerikanisches Mastodon        | | Gattung und Art weltweit ausgestorben                                                                                        |
| Eukaryota | Tiere    | Chordata          | Mammalia      | Pilosa       | Megalonychidae | Megalonyx jeffersonii    | Jefferson Bodenfaultier        | | Gattung und Art weltweit ausgestorben                                                                                        |
| Eukaryota | Tiere    | Chordata          | Mammalia      | Rodentia     | Geomyidae      | Thomomys mazama melanops | Mazama-Taschenratte            | | Art existiert in diesem Gebiet noch, ist aber nicht häufig.                                                                  |
| Eukaryota | Pflanzen | Trachaeophyta     | Coniferopsida | Pinales      | Pinaceae       | Abies lasiocarpa         | Felsengebirgs-Tanne            | Puget-Sound-Region, 21.000 … 17.000 BP                                                                                | Die Art gilt nicht mehr als heimische Pflanze in der Puget-Sound-Region.                                                     |
| Eukaryota | Pflanzen | Trachaeophyta     | Coniferopsida | Pinales      | Pinaceae       | Picea                    | Fichte                         | Olympic Peninsula – Tiefland der Westseite, 20.000 … 16.000 BP                                                        | Die Gattung kommt im Gebiet immer noch als heimische Pflanze vor.                                                            |
| Eukaryota | Pflanzen | Trachaeophyta     | Coniferopsida | Pinales      | Pinaceae       | Picea engelmannii        | Engelmann-Fichte               | Puget-Sound-Region, 21.000 … 17.000 BP                                                                                | Die Art gilt nicht mehr als heimische Pflanze in der Puget-Sound-Region.                                                     |
| Eukaryota | Pflanzen | Trachaeophyta     | Coniferopsida | Pinales      | Pinaceae       | Pinus                    | Kiefer                         | Olympic Peninsula – Tiefland der Westseite, 20.000 … 16.000 BP                                                        | Die Gattung kommt im Gebiet immer noch als heimische Pflanze vor.                                                            |
| Eukaryota | Pflanzen | Trachaeophyta     | Coniferopsida | Pinales      | Pinaceae       | Pinus contorta           | Küsten-Kiefer                  | Puget-Sound-Region, 21.000 … 17.000 BP                                                                                | Die Art kommt im Gebiet immer noch als heimische Pflanze vor.                                                                |
| Eukaryota | Pflanzen | Trachaeophyta     | Coniferopsida | Pinales      | Pinaceae       | Tsuga heterophylla       | Westamerikanische Hemlocktanne | Olympic Peninsula – Tiefland der Westseite, 20.000 … 16.000 BP                                                        | Die Art kommt im Gebiet immer noch als heimische Pflanze vor.                                                                |
| Eukaryota | Pflanzen | Trachaeophyta     | Coniferopsida | Pinales      | Pinaceae       | Tsuga mertensiana        | Berg-Hemlocktanne              | Olympic Peninsula – Tiefland der Westseite, 20.000 … 16.000 BP                                                        | Die Art kommt im Gebiet immer noch als heimische Pflanze vor.                                                                |
| Eukaryota | Pflanzen | Trachaeophyta     | Coniferopsida | Pinales      | Taxaceae       | Taxus brevifolia         | Pazifische Eibe                | Puget-Sound-Region, 21.000 … 17.000 BP                                                                                | |
| Eukaryota | Pflanzen | N/A               | N/A           | Asterales    | Asteraceae     | Artemisia                | Salbei                         | Puget-Sound-Region, 21.000 … 17.000 BP; Olympic Peninsula – Westseite nahe den alpinen Gletschern, 20.000 … 16.000 BP | Die Gattung kommt in West-Washington nicht mehr als heimische Pflanze vor.                                                   |
| Eukaryota | Pflanzen | N/A               | N/A           | Fagales      | Betulaceae     | Alnus                    | Erlen                          | Olympic Peninsula – Tiefland der Westseite, 20.000 … 16.000 BP                                                        | Die Gattung kommt im Gebiet immer noch als heimische Pflanze vor.                                                            |
| Eukaryota | Pflanzen | N/A               | N/A           | Poales       | Cyperaceae     |                          | Seggen                         | Puget-Sound-Region, 21.000 … 17.000 BP                                                                                | Die Familie kommt im Gebiet immer noch als heimische Pflanze vor.                                                            |
| Eukaryota | Pflanzen | N/A               | N/A           | Poales       | Poaceae        |                          | Süßgräser                      | Puget-Sound-Region, 21.000 … 17.000 BP; Olympic Peninsula – Westseite nahe den alpinen Gletschern, 20.000 … 16.000 BP | Die Familie kommt im Gebiet immer noch als heimische wie auch als nicht-heimische Pflanze vor.                               |

## Nach der Vashon-Zeit (16.000 BP…present)
Vom Battleground Lake gesammelte Pollenanalysedaten zeigen, dass die Temperaturen zwischen 16.000 und 15.000 BP etwa 4 ± 2 °C niedriger als heute (1990) waren. Die Niederschlagsmenge entsprach etwa der heutigen.
Von etwa 14.000 … 12.000 BP wanderten Küsten-Kiefern (Pinus contorta) vermehrt in die Region ein, aber das Gelände blieb weitgehend offen. Gegenwärtig datiert man das Auftauchen der ersten Menschen in West-Washington auf um 13.800 BP. Ein Ort, an dem in dieser Epoche Mastodonten gejagt wurden, wurde 1977 in Sequim ausgegraben.
Von 12.000 BP … 10.000 BP siedelten sich in dem Gebiet weitere Baumarten an; es entstand ein geschlossener Wald. Die Vegetation war der heutigen ähnlich, mit Rot-Erlen (Alnus rubra), Sitka-Fichten (Picea sitchensis), Küsten-Kiefern (Pinus contorta), Douglasien (Pseudotsuga) und Westlichen Hemlocktannen (Tsuga heterophylla).
Das Jahr 11.700 BP wird allgemein als Ende des Pleistozäns und Beginn des Holozäns angesehen.
Zwischen 9.500 und 4.500 BP während der als Klimaoptimum des Holozäns (Atlantikum) deklarierten Periode lagen die Temperaturen im Gebiet etwa 2 ± 1 °C (3,6 ± 1,8 °F) über den heutigen und die Niederschläge um 45 ± 5 % unter den gegenwärtigen. Zwischen 9.500 und 5.000 BP gab es Erlen (Alnus), Douglasien (Pseudotsuga), Adlerfane (Pteridium) und große Bestände von Chrysolepis (engl. chinkapin) und Eichen (Quercus).

## Zeitliche Abfolge der Seen
| Zeit (Jahre BP) | Ereignis |
| --------------- | --- |
| 18.800          | Das Gewicht des Eises beginnt, die Erdkruste einzudrücken. Der Trog und das Becken des Puget Sound wurden zuvor geformt. |
| 18.300          | Der Kordilleren-Eisschild hat die Strait of Georgia ausgefüllt und dringt südwärts in die Juan-de-Fuca-Straße ein, wo er in den Ozean fließt. Die Gletscherfront befindet sich nördlich der Kreuzung von Hood Canal und Admiralty Inlet und füllt das Whidbey Basin aus. Die Sander füllen den Eingang zu Hood Canal, Admiralty Inlet und Possession Sound in einem Gebiet von nördlich von Everett bis zum Südende von Whidbey Island aus. Das Eis drängt mit einer Geschwindigkeit von 450 ft (137 m) pro Jahr weiter nach Süden vor.                                                                                    |
|                 | Drei Süßwasserseen haben das Becken ausgefüllt. Nahezu die gesamte Länge des Hood Canal ist eine offene Wasserfläche. Das größte Gewässer füllt die Ost-Passage, die Dalco-Passage (Tacoma), mit einem flussartigen Becken entlang der Westküste von Vashon Island. Ein separater See strömt vom Case Inlet und dem Nisqually Reach westlich von Tacoma durch Engstellen in den Fluss, welcher nordwärts durch die Colvos-Passage fließt. |
| 18.100          | Der Eisschild setzt seine südwärts gerichtete Ausdehnung fort. Er trennt den Hood Canal von den anderen Becken im Puget Sound. Die Eisfront befindet sich genau nördlich des heutigen Seattle und der Sander bedeckt die gesamte Elliott Bay, von nördlich von West Point bis zur Blake Island im Süden. |
|                 | Drei früher geschaffene Süßwasserseen existieren fort und wachsen schwach mit dem Vorrücken der Eisfront nach Süden. |
| 17.800          | Der Eisschild hat eine einheitlich bogenförmig gestaltete Front gebildet, die von der Mündung des Dosewallips River südostwärts über die Kitsap Peninsula, durch das heutige Bremerton und die südliche Spitze von Vashon Island überspannend bis zum Green River Valley im Gebiet des heutigen Kent reicht. Sander füllen die mittleren Abschnitte des Hood Canal, des Clifton Channel und 5 … 8 km weit reichend das Carr Inlet, den Colvos Channel, den Quartermaster Harbor und die Ost-Passage des Puget Sound sowie eine ähnliche Ebene im Tal des Green River von Kent bis Auburn.                                  |
|                 | Ein einzelner Süßwassersee erstreckt sich quer zur Gletscherfront und bedeckt den unteren Hood Canal sowie die flacheren Hügel nördlich der Black Hills nördlich von Olympia. Ein kleineres Gewässer hat die Täler von Puyallup und White River ausgefüllt. |
| 17.500          | Die Gletscherfront reicht bis zur Nordgrenze des heutigen Olympia. Das gesamte Becken des Puget Sound ist mit Eis ausgefüllt. Ein kleiner bogenförmiger Sander bedeckt 3 … 5 km von den Höhen südlich des Hood Canal süd- und ostwärts bis zu den östlichen Kliffs an der Mündung des Nisqually River. Ein schmales Gewässer liegt südlich dieser Ebene und bedeckt das Gebiet des heutigen Olympia. |
| 16.900          | Die Eisfront erreicht ihren südlichsten Punkt; sie verläuft entlang der Ostseite der Olympic Mountains, südwärts bis zu den Ebenen nördlich der Black Hills, umgeht deren Nordseite, reicht im Süden bis in das Black River Valley bis zu dessen Mündung in den Chehalis River. Die Front stoppt an den Flanken des Mount Rainier, wendet sich nach Norden und vereinigt sich mit zahlreichen kleinen Gletschern in den Tälern der Ostflanke der Kaskadenkette. Über Seattle beträgt die Dicke des Eispanzers 3.000 ft (914 m) und senkt die Erdoberfläche im Bereich des heutigen Pioneer Square um bis zu 275 ft (84 m). |
| 16.600          | Nach 16.900 BP beginnt das Eis seinen Rückzug. Bis 16.600 BP ist es bis nördlich des heutigen Olympia zurückgekehrt, wo es schon 1.000 Jahre zuvor stand. |
| 16.500          | Das Eis setzt seinen Rückzug fort. Es befindet sich noch südlich des heutigen Tacoma und hat bedeutende Gewässer geschaffen. Der Lake Skokomish entsteht in der südlichen Schleife des Hood Canal und im Unterlauf des Skokomish River; außerdem gibt es den jungen Lake Russell oder eine ältere Version des Lake Nisqually. |
| 16.400          | Auf dem weiteren Rückzug nach Norden erreicht die Eisfront von der Südseite des heutigen Tacoma in einem Bogen nach Nordwesten die Kitsap Peninsula, gibt den südlichen Haken des Hood Canal frei und erreicht die Olympic Mountains nahe der Quilcene Bay. |
|                 | Ein großes Gewässer entsteht. |
| 16.300          | Die Eisfront ankert am Westabhang der Olympic Mountains nahe der Quilecene Bay. Der Lake Russell breitet sich über die südlichen Becken des Puget Sound aus. Der Lake Hood entwässert entlang seiner Südseite in den Lake Russell. Vom heutigen Tacoma aus erstreckt sich die Eisfront etwa 10 … 15 km nach Norden und liegt quer über dem Green River nahe dem heutigen Kent. Innerhalb einer sehr kurzen Periode (wenige Jahrzehnte) weicht der Gletscher um bis zu 24 Kilometer zurück. Die Gegend um die heutigen Orte Bremerton und Renton sind jetzt eisfrei.                                                        |
| 16.200          | Der Rückzug setzt sich mit der erhöhten Geschwindigkeit fort, die Gegend um das heutige Seattle wird zur Südgrenze des Eisschildes. Der Hood Canal ist komplett im Lake Russell aufgegangen, nur die höchsten Punkte der Kitsap Peninsula ragen aus dem Wasser heraus. |
| 16.100          | Der Rückzug scheint sich verlangsamt zu haben oder zum Stillstand gekommen zu sein; offenbar ist das Eis dünner geworden anstatt zurückzuweichen. Entsprechend ist der Wasserspiegel des Lake Russell gefallen. |
|                 | Der Oberlauf des Stillaguamish River hat einen Süßwassersee gebildet. Der Lake Washington und der Lake Sammamish treten als eigenständige Gewässer an der Südgrenze des entstandenen Sees hervor. |
| 16.000          | Die Eisfront ist weiter nach Norden zurückgewichen und hat die Mündung des Hood Canal geöffnet; sie liegt gerade südlich des Südendes von Whidbey Island. |
|                 | Der Stillaguamish River bildet in seiner gesamten Länge einen Süßwassersee. Der Lake Sammamish ist mit dem Lake Washington entlang seines heutigen Verlaufs verbunden; der Lake Washington entwässert über den Lake Union und später nur über den Duwamish River an seinem Südende. |
| 15.900          | Die Eisfront hat sich nach Norden bis zur Juan-de-Fuca-Straße zurückgezogen, die den Puget Sound mit dem Ozean verbindet. Das Duwamish-Green River Valley wird durch den Sund salzwassrreich. Der Stillaguamish River ist gleichfalls eine Salzwasserbucht des Sunds. |
| 7.500           | Mit Ausnahme der Salzwasserbucht Duwamish-Green River sind die heutigen Wasserwege ausgeformt. Das Whidbey-Becken hat eine rudimentäre Form angenommen, der Stillaguamish River fließt in die Port-Susan-Passage und die Skagit Bay ist erschienen. |
| 5.500           | Der Nordgipfel des Mt. Rainier kollabiert und entsendet einen Lahar zum White River. Dieser schafft das Auburn-Delta in der Duwamish-Bucht und trennt die Täler von Puyallup River und Green River. |
| 2.100           | Ein Ausbruch des Mt. Rainier sendet Sand-Lahare in das White River Valley bis zu seiner Mündung in den Duwamish River beim heutigen Tukwila. |
| 1.100           | Ein Erdbeben im Duwamish Valley hebt das Tal um 20 ft (6 m) und entwässert die linke Seite der Salzwasser-Einbuchtung. So wird das Delta des Duwamish geschaffen sowie die Fläche des heutigen Hafens von Seattle. |